# 이진호 (1951년)
이진호(李辰浩, 1951년 1월 12일 ~ )은 대한민국의 제5대 부산광역시 남구의원이다.

## 학력
- 동부산대학교 사회복지과 졸업
- 영산대학교 행정학과 졸업

## 경력
- 한국자유총연맹 문현1동 지도위원회 위원장
- 부산시 생활체육협의회 이사
- 문현1동 주민자치위원장
- 남구 생활체육 협의회 회장
- 2010.07 ~ 2014.06 제6대 부산광역시 남구의회 의원
- 2010.07 ~ 2012.07 제6대 부산광역시 남구의회 전반기 운영위원회 부위원장
- 2010.07 ~ 2012.07 제6대 부산광역시 남구의회 전반기 주민복지도시위원회 위원
- 2010.11 ~ 2010.11 제6대 부산광역시 남구의회 주민복지도시위원회 행정사무감사 위원
- 2010.11 ~ 2010.11 제6대 부산광역시 남구의회 운영위원회 행정사무감사 부위원장
- 2011.11 ~ 2011.11 제6대 부산광역시 남구의회 주민복지도시위원회 행정사무감사 위원
- 2011.11 ~ 2011.11 제6대 부산광역시 남구의회 운영위원회 행정사무감사 부위원장
- 2012.07 ~ 2014.06 제6대 부산광역시 남구의회 후반기 운영위원회 위원
- 2012.07 ~ 2014.06 제6대 부산광역시 남구의회 후반기 주민복지도시위원회 위원장
- 2012.11 ~ 2012.11 제6대 부산광역시 남구의회 주민복지도시위원회 행정사무감사 위원장
- 2013.11 ~ 2013.11 제6대 부산광역시 남구의회 주민복지도시위원회 행정사무감사 위원장

## 역대 선거 결과
|  | 13.29% |

|  | 42.47% |

|  | 18.99% |